# 舍巴利諾區

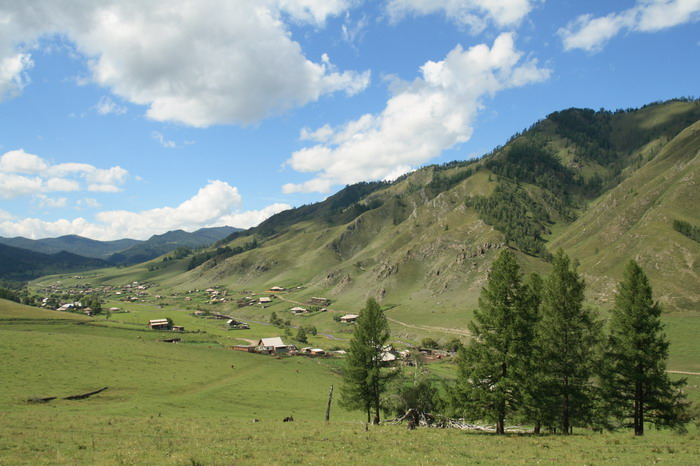

51°18′N 85°41′E / 51.300°N 85.683°E
舍巴利諾區（俄语：Шебалинский район），是俄羅斯阿爾泰共和國的一個區，位於該國南部，面積3,794平方公里，2010年人口13,596，人口密度每平方公里3.58人。